# The Man Who Came to Dinner
The Man Who Came to Dinner (bra: Satã Janta Conosco; prt: Hóspede Indesejável) é um filme estadunidense de 1942, do gênero comédia maluca, dirigido por William Keighley, estrelado por Bette Davis, Ann Sheridan e Monty Woolley, e coestrelado por Jimmy Durante e Billie Burke. O roteiro de Philip G. e Julius J. Epstein foi baseado na peça teatral homônima de 1939, de George S. Kaufman e Moss Hart.
O jornal The New York Times colocou a produção em sua lista dos 1.000 melhores filmes de todos os tempos.
A produção marcou a estreia cinematográfica de Russell Arms.

## Sinopse
Sheridan Whiteside (Monty Woolley) é um arrogante escritor que sofre uma fratura no quadril e, preso a uma cadeira de rodas, se vê obrigado a ficar na casa da família Stanley. Enquanto se recupera, ele exige várias mordomias e revela-se uma pessoa insuportável de se conviver.

## Elenco
- Bette Davis como Maggie Cutler
- Ann Sheridan como Lorraine Sheldon
- Monty Woolley como Sheridan Whiteside
- Richard Travis como Bert Jefferson
- Jimmy Durante como Banjo
- Billie Burke como Sra. Daisy Stanley
- Reginald Gardiner como Beverly Carlton
- Elisabeth Fraser como June Stanley
- Grant Mitchell como Ernest Stanley
- George Barbier como Dr. Bradley
- Mary Wickes como Srta. Preen
- Russell Arms como Richard Stanley
- Ruth Vivian como Harriet Stanley
- Edwin Stanley como John
- Betty Roadman como Sarah
- Charles Drake como Sandy
- Nanette Vallon como Cosette
- John Ridgely como Homem do Rádio

Não-creditados
- Leah Baird como Fã na Estação de Trem
- Creighton Hale como Homem do Rádio
- Jack Mower como Homem à Paisana
- Frank Moran como Haggerty

Notas
- Monty Woolley, Mary Wickes e Ruth Vivian reprisaram seus papéis da produção original da Broadway.[11]

## Produção
Quatro personagens do filme foram baseados em pessoas reais. Sheridan Whiteside foi inspirado em Alexander Woollcott, célebre crítico e membro da Algonquin Round Table, que acabou desempenhando o papel no teatro. Lorraine Sheldon foi inspirada em Gertrude Lawrence, atriz de teatro musical; Beverly Carlton em Noël Coward, dramaturgo renomado; e Banjo em Harpo Marx, membro da Algonguin Round Table.
Quando Bette Davis viu a produção da Broadway de "The Man Who Came to Dinner", ela decidiu que o papel de Maggie Cutler seria uma refrescante mudança de ritmo após seu papel fortemente dramático e austero em "The Little Foxes". Então, ela pediu a Jack L. Warner que comprasse os direitos de exibição para ela e John Barrymore. Ele fez o teste para o papel de Whiteside, mas foi considerado inadequado quando, como resultado de seu alcoolismo (ou talvez do início de sua doença de Alzheimer), ele supostamente teve dificuldade em memorizar o diálogo complicado e acelerado, mesmo com suas falas escritas em grandes cartões ao longo das gravações. O teste de tela foi exibido no Museu de Arte Moderna, tornando o motivo da raiva subsequente de Davis pela decisão do estúdio de não escalar o brilhante Barrymore bastante aparente.
Ambos Charles Laughton e Orson Welles, que queriam dirigir o filme, fizeram campanha pelo papel masculino principal, e Laird Cregar e Robert Benchley fizeram testes para interpretá-lo; mas o produtor executivo Hal B. Wallis pensou que o primeiro era "exagerado e extravagante" e o último "muito educado". Warner sugeriu Cary Grant, mas Wallis sentiu que ele era "muito jovem e atraente". Embora Monty Woolley, que havia interpretado o papel nos palcos da Broadway, não fosse familiar para o público do cinema, Wallis finalmente o escalou para o papel, apesar da preocupação de Warner de que a homossexualidade do ator ficasse óbvia na tela. Trinta anos depois, Orson Welles mais tarde interpretou Whiteside em uma adaptação televisiva da peça.
Bette Davis detestou a escalação de Woolley; ela brigou muito para que escolhessem John Barrymore, mas foi ignorada pelo estúdio. Anos depois, ela observou: "Senti que o filme não foi dirigido de uma forma muito imaginativa. Para mim, não foi um filme feliz de fazer; que foi um sucesso, é claro, me deixou feliz. Acho que nunca superei minha decepção por não trabalhar com o grande John Barrymore".

## Recepção
Bosley Crowther, em sua crítica para o The New York Times, observou: "Qualquer um que tenha perdido a palhaçada original de jogar ácido no palco – e qualquer um, aliás, que não tenha perdido – deve aparecer, por todos os meios, e assistir à reprise cinematográfica. Por aqui, no espaço de cerca de uma hora e cinquenta e dois minutos, é compactado o que é inquestionavelmente a exibição de uma briga entre gatos e ratos mais selvagem, porém hilária, já colocada na tela; um retrato de personagens deliciosamente perversos e, além disso, uma sátira desordenada". Ele acrescentou: "Woolley faz de The Man Who Came to Dinner uma rara cabra velha. Seu gosto pela patifaria é delicioso, ele solta aliterações como se estivesse cuspindo sementes de laranja e seus ressentimento dinâmico ao estar em uma cadeira de rodas é ainda mais poderoso do que o de Lionel Barrymore. Um intruso mais divertido dificilmente poderia ser entregue, e um menos divertido seria assassinado no local. Uma palma deve ser dada a Bette Davis por aceitar o papel secundário da secretária, e outra palma deve ser dada a ela por desempenhar tão moderadamente e bem". Em conclusão, ele disse: "O filme, como um todo, é um pouco longo demais e internamente complexo para uma compreensão de 100%, considerando sua velocidade. Mas mesmo que você não capte tudo, você certamente receberá algo em troca pelo que pagou. Isso faz com que rir de pessoas famosas seja um deleite mais satisfatório".
A revista Variety destacou o "elenco excelente e o trabalho bacana de todos os membros da equipe", além de escrever que "o único lado negativo em todo o filme é [a] lentidão da primeiro metade. [A] parte em que os personagens estão sendo construídos, antes que as complicações da história realmente comecem, é muito longa".
A Time escreveu: "Woolley interpreta Sheridan Whiteside com tanta autoridade e competência que é difícil imaginar outro alguém tentando fazê-lo", e acrescentou: "Embora quase não haja espaço para o resto do elenco se encaixar, Bette Davis, cabelo para cima e sem neuroses, está excelente como a secretária apaixonada de Woolley". A Time Out declarou: "É dirigido sem imaginação, mas os artistas saboreiam o diálogo nítido e brilhantemente cínico com alegria".
No site agregador de críticas Rotten Tomatoes, 86% das 7 resenhas dos críticos são positivas, com uma classificação média de 7,8/10.

### Bilheteria
De acordo com os registros da Warner Bros., o filme arrecadou US$ 1.666.000 nacionalmente e US$ 899.000 no exterior, totalizando US$ 2.565.000 mundialmente.

## Prêmios e indicações
| Ano  | Cerimônia                             | Categoria   | Indicado      | Resultado | Ref.   |
| ---- | ------------------------------------- | ----------- | ------------- | --------- | ------ |
| 1942 | Associação de Críticos de Nova Iorque | Melhor ator | Monty Woolley | Indicado  | [ 17 ] |

## Mídia doméstica
Em 30 de maio de 2006, a Warner Home Video lançou o filme em DVD para a Região 1. O filme possui áudio em inglês e legendas em inglês, espanhol e francês. Mídias bônus que podem ser encontradas no DVD incluem: "The Man Who Came to Dinner: Inside a Classic Comedy", o curta de comédia "So You Think You Need Glasses", o curta musical "Six Hits and a Miss" (dirigido por Jean Negulesco) e o trailer original.